# باول غودمان
باول غودمان (11 مايو 1943 - )  (بالإنجليزية: Paul Goodman)‏ هو لاعب كريكت بريطاني.